# Чжао Цзипин
Чжа́о Цзипи́н (кит. упр. 赵季平, пиньинь Zhào Jìpíng; 20 июля 1945) — китайский композитор, общественный деятель.

## Биография
Родился в провинции Хэбэй в семье художника. Учился в школе при Сианьской музыкальной консерватории. Позже, окончил Центральную музыкальную консерваторию.
В декабре 1984 года вступил в Компартию Китая. Депутат XV съезда КПК. Член президиума Одиннадцатого Всекитайского собрания народных представителей. 
С 2008 по 2015 год работал деканом Сианьской музыкальной консерватории. В декабре 2009 года был избран председателем Союза китайских музыкантов. В настоящее время является директором Института танцевальной и музыкальной драмы провинции Шэньси.
В 1984 году сочинил музыку к фильму «Жёлтая земля». В 1987 году — саундтрек к фильму «Красный гаолян».
Автор музыки к более, чем 40 кинофильмам и сериалам.

## Избранные музыкальные сочинения
- 1984 — Жёлтая земля
- 1987 — Красный гаолян
- 1990 — Цзюй Доу
- 1991 — Зажги красный фонарь
- 1992 — Цю Цзюй обращается в суд
- 1993 — Прощай, моя наложница
- 1994 — Жить
- 1995 — Китайская одиссея
- 1998 — Речные заводи (сериал)
- 1998 — Император и убийца
- 2000 — Луна над горами Гуань
- 2004 — Далёкая зеленая долина
- 2004 — Музыка священного облака
- 2004 — Лето на высокой траве
- 2004 — Память о битве
- 2008 — Мэй Ланьфан
- 2009 — Династия Цинь (телесериал)
- 2010 — Три королевства (сериал)
- 2010 — Конфуций
- 2011 — Равнина белого оленя
- 2012 — Вспоминая 1942

Один из самых известных китайских кинокомпозиторов.

## Награды
- Обладатель ряда международных наград, в том числе премий на Каннском и Берлинском кинофестивалях.
- В 1988 году получил национальную кинопремию Китая «Золотой петух» за лучшую музыку к Фильму «Красный гаолян».
- Премия за лучшую музыку на международном кинофестивале «Nant» во Франции (фильм «Пять женщин и веревка»).
- Премия «Flying» за лучшую музыкальную композицию, тогда же премия за лучшую песню «Han Song» в сериале «Речные заводи».
- Первая премия к 50-летию образования Китайской Народной Республики (за песню  "Сильная Родина, подъём государственного флага")
- Третья премия «Золотой колокол» за выдающееся музыкальное произведение (Первая симфония)

Получил широкое признание за умение сочетать традиционные китайские формы музыкального выражения с западными оркестровыми композициями.
В 1995 году снялся в документальном фильме «Музыка для кино: Чжао Цзипин».